# 高显国
高显国（？—？），勃海郡蓨县（今河北省衡水市景县）人，北齐宗室，东魏、北齐官员。

## 生平
高显国是高欢共曾祖的堂弟，没有才智本领，只是因为作为高欢的亲属，且谨慎厚道，在武定末年官至抚军将军，封汶阳男。兼任北中郎将。天保元年六月壬午（550年7月3日），高显国以宗室的身份被封为襄乐王，官至右卫将军，去世。

## 家庭

### 王妃
- 平阳敬氏（502－554）[6]

## 延伸阅读
[在维基数据编辑]
 《北齊書/卷14》，出自李百药《北齊書》
 《北史·卷051》，出自李延壽《北史》